# 티그란 마르티로샨 (1988년)
티그란 게보르기 마르티로샨(아르메니아어: Տիգրան Գեւորգի Մարտիրոսյան, 1988년 6월 9일~)은 아르메니아의 역도 선수이다. 2008년 하계 올림픽 남자 라이트급 종목에서 동메달을 획득하여 아르메니아 최연소 올림픽 메달리스트가 되었으나 도핑 적발로 메달을 박탈당했다. 그는 세계 선수권 대회에서 금메달 1개, 은메달 1개, 유럽 선수권 대회에서 금메달 3개. 은메달 2개를 획득했다.